# Jacques Babinet

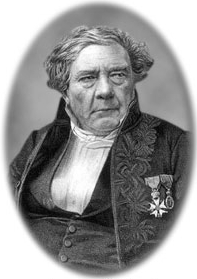
Jacques Babinet

Jacques Babinet (ur. 5 marca 1794 w Lusignan, zm. 21 października 1872 w Paryżu) – francuski uczony: matematyk, fizyk i astronom; popularyzator nauki. Znany jest przede wszystkich z wkładu w optykę.

## Życiorys
Urodził się 5 marca 1794 w Lusignan. Był synem Jeana Babineta, mera Lusignan i Marie-Anne Félicité Bonneau du Chesne, córki generała Jacques’a Duchesne.
Uczył się początkowo w Lycée Napoléon, naukę kontynuował w École polytechnique, gdzie później został egzaminatorem. Opuścił politechnikę w 1812, aby rozpocząć naukę w szkole artylerii Armii Francuskiej École d'application de l'artillerie. Po ukończeniu szkoły służył przez krótki czas w Piątym Pułku Artylerii.
Po restauracji Burbonów opuścił Armię i rozpoczął pracę dydaktyczną. Był wykładowcą matematyki na politechnice w Fontenay-le-Comte, fizyki w Université de Poitiers i od 1820 także w Lycée Saint-Louis. W latach 1825–1828 Babinet wykładał także meteorologię. W 1838 został następcą Félixa Savary w Collège de France. W 1840 został wybrany do Académie des sciences jako członek sekcji fizyki tego stowarzyszenia.
W 1829 jako pierwszy zasugerował, że długość fali światła może być używana jako podstawowa jednostka długości (Angstrem). Opracował wiele instrumentów naukowych i przeprowadził badania nad dyfrakcją i odbijaniem światła. Jako meteorolog prowadził badania nad tęczami atmosferycznymi, wieńcami słonecznymi i księżycowymi oraz polaryzacją światła.  W 1837 zauważył i opisał, że obraz dyfrakcyjny otrzymany z przeszkody jest taki sam jak z otworu o takim samym kształcie i średnicy z wyjątkiem natężenia promienia światła, zasada ta jest znana współcześnie jako zasada Babineta.  W 1840 odkrył drugi, po punkcie Arago, punkt na sferze niebieskiej, z którego dochodzi niespolaryzowane światło, tzw. punkt Babineta, położony około 20° powyżej Słońca. Przeprowadził wiele eksperymentów związanych z polaryzacją światła, skonstruował urządzenie do pomiaru polaryzacji znane jako kompensator Babineta.
Był odkrywcą zjawiska całkowitego wewnętrznego odbicia (mniej więcej równocześnie i niezależnie od Jeana-Daniela Colladona). Około 1840-42 przedstawił eksperyment, w którym oświetlił dno butelki skupioną wiązką światła i pokazał, że cienki strumień wody wylewany z butelki zawiera w sobie skupione światło. Babinet udowodnił także, że ten efekt można powtórzyć używając zagiętej rurki szklanej i kwarcowej, w liście do François Arago napisał, że „pomysł działa dobrze i mógłby być używany na przykład do rozświetlania wnętrza ust”, ale nie powrócił już do podobnych eksperymentów.
Opracował metodę konstrukcji ulepszonych zaworów do pomp powietrznych umożliwiających uzyskanie dobrej jakości próżni.
W 1840 został członkiem Bureau des Longitudes.
W sierpniu 1848 oskarżył Urbaina Le Verriera, odkrywcę Neptuna, o wiele „potężnych błędów”, które wkradły się w jego wyliczenia dotyczące Neptuna i sam zaproponował, że poza Neptunem istnieje jeszcze jedna planeta, którą nazwał „Hyperion”. Babinet wyliczył, że hipotetyczny Hyperion powinien mieć masę około 11,6 razy większą od masy Ziemi i być odległy o około 47-48 j.a. od Słońca. W obronie Le Verriera stanęli między innymi John Herschel, Wilhelm Struve i Carl Jacobi oraz sam Le Verrier, którzy łatwo udowodnili, że to Babinet się mylił w ocenie pracy Le Verriera.
W 1861 zaprezentował pracę, w której jako jeden z pierwszych krytycznie ocenił tzw. hipotezę mgławicy słonecznej w wersji, w której rzekoma mgławica, z której miały powstać planety, miała mieć równomierną gęstość.
Babinet, wbrew ówcześnie popularnych teorii, uważał, że koncept ciepła powodowany jest wibracją „molekuł” z których składają się ciała fizyczne – koncept zbliżony do dzisiejszej entropii.
Był uznanym i szanowanym popularyzatorem nauki. Jego publiczne wykłady były bardzo popularne, był ceniony za umiejętność przybliżania nawet bardzo skomplikowanych teorii naukowych dla laików, używając przy tym prostego, zrozumiałego języka.

To co jest znane profesjonalnym naukowcom, musi koniecznie być umieszczone w domenie publicznej.

W 1840 ożenił się z Adèle Laugier (siostrą Paula Laugiera), z którą miał dwóch synów.